# Soul Glo
Soul Glo — американський хардкор-панк гурт, з Філадельфії, штат Пенсільванія, створений у 2014 році.
До складу гурту входять Пірс Джордан (вокал), Джі Джі Герра (гітара, програміст) і Ті Джей Стівенсон (ударні).

## Історія
Спочатку гурт був квартетом, до складу якого входили Пірс Джордан, Джеймі Сокол, Ітан Бреннан і Рубен Поло.
У грудні 2016 року Soul Glo підтримував гурт Old Grey під час туру вихідного дня по північно-східній частині США, включно з концертом у Брукліні за підтримки гурту Nine of Swords і концертом в Бостоні за підтримки гурту Really From.
У 2018 році, коли гурт гастролював, GG Guerra був заарештований патрулем штату Міссурі по дорозі на концерт у Сент-Луїсі, через що гурту довелось зібрати 15 000 доларів, щоб внести заставу.
У 2021 році гурт підписав контракт з лейблом Epitaph Records, після чого випустив два мініальбоми, DisNigga, Vol. 1 та DisNigga, Vol. 2.
Восени 2021 року Soul Glo підтримував гурт Sheer Mag у турі по східному узбережжю США, а також взяв участь у круїзному фестивалі гурту Coheed and Cambria, під назвою S. S. Neverender, який проходив на борту круїзного лайнера.
У 2022 році колишній хлопець Рубена Поло звинуватив його в зґвалтуванні шляхом обману: отримання згоди шляхом невизнання того, що він був у інших стосунках. Учасники гурту були шоковані. Поло був змушений покинути гурт.
25 березня 2022 року гурт випустив альбом Diaspora Problems на лейблі Epitaph Records.
Влітку 2022 року гурт Soul Glo та співак Wifigawd підтримували гурт Show Me the Body у турі «Half-a-USA». 26 серпня 2022 року гурти Soul Glo та Turnstile підтримували гурт My Chemical Romance у їх турі Reunion на PNC Arena. У листопаді 2022 року гурт вирушив у спів-хедлайнерський тур Північним Сходом США з гуртом City of Caterpillar за підтримки гурту Thirdface. Гурт виступив на 22-му фестивалі музики та мистецтв у долині Коачелла у квітні 2023 року.

## Стиль
Гурт був описаний як суміш хардкор-панку, панк-року та реп-року.

## Учасники гурту

### Поточні
- GG Guerra — гітара, програмування (2022—дотепер) бас, програмування (2017—2022)
- Пірс Джордан (Pierce Jordan) — вокал, програмування (2014—теперішній час)
- Ті Джей Стівенсон (TJ Stevenson) — ударні (2018—теперішній час)

### Колишні
- Рубен Поло (Ruben Polo) — гітара (2014—2022)
- Джеймі Сокол (Jamie Sokol) — ударні (2014—2018)
- Ітан Бреннан (Ethan Brennan) — бас (2014—2017)

### Гастрольні учасники
- Роб Блеквелл (Rob Blackwell) — бас (2022—теперішній час)
- Леон Да Босс (Leon Da Boss) — бас (2022—теперішній час)

## Дискографія

### Альбоми
- Untitled (2015)
- Untitled LP (2016, SRA Records)
- The Nigga in Me Is Me (2019, SRA Records)
- Diaspora Problems (2022, Epitaph/Secret Voice)

### Мініальбоми
- Songs to Yeet at the Sun (2020, Secret Voice)
- DisNigga, Vol. 1 (2021, Epitaph)
- DisNigga, Vol. 2 (2021, Epitaph)

### Сингли
- «Too Late, Nigger I'm Tired» (2019)
- «(Quietly) Do the Right Thing» (2020)
- «29» (2020)
- «Jump! (Or Get Jumped by the Future!)» (2022)
- «Driponomics» (2022)
- «Gold Chain Punk (whogonbeatmyass?)» (2022)
- «If I Speak (Shut the Fuck Up)» (2023)